# Думбревешть (комуна)
Думбревешть, Думбревешті (рум. Dumbrăvești) — комуна у повіті Прахова в Румунії. До складу комуни входять такі села (дані про населення за 2002 рік):
- Гевенел (185 осіб)
- Думбревешть (795 осіб)
- Мелеєштій-де-Жос (499 осіб)
- Мелеєштій-де-Сус (218 осіб)
- Плопень (1640 осіб)
- Сфирлянка (396 осіб)

Комуна розташована на відстані 73 км на північ від Бухареста, 17 км на північ від Плоєшті, 69 км на південний схід від Брашова.

## Населення
За даними перепису населення 2002 року у комуні проживали 3733 особи.
Національний склад населення комуни:
| Національність | Кількість осіб | Відсоток |
| -------------- | -------------- | -------- |
| румуни         | 3481           | 93,2%    |
| цигани         | 251            | 6,7%     |

Рідною мовою назвали:
| Мова      | Кількість осіб | Відсоток |
| --------- | -------------- | -------- |
| румунська | 3732           | > 99,9%  |

Склад населення комуни за віросповіданням:
| Релігія       | Кількість осіб | Відсоток |
| ------------- | -------------- | -------- |
| православні   | 3567           | 95,6%    |
| п'ятдесятники | 103            | 2,8%     |
| бретрени      | 39             | 1,0%     |
| адвентисти    | 13             | 0,3%     |
| баптисти      | 2              | 0,1%     |
| атеїсти       | 1              | < 0,1%   |